# Накамура, Таики
Таики Накамура (яп. 中村太樹; род. 14 июля 2002) — японский дзюдоист, обладатель 2-го дана, выступающий в весовой категории до 60 кг. Бронзовый призёр чемпионатов мира 2024 года. Чемпион Азии 2024 и 2025 годов.

## Биография
Таики Накамура родился 14 июля 2002 года.

## Карьера
На чемпионате Азии 2024 года, который состоялся в Гонконге, японский спортсмен завоевал золотую медаль. В финале он одержал победу над спортсменом из Тайваня Ян Юнвэйем.
Весной 2024 года на предолимпийском чемпионате мира, который состоялся в Объединённых Арабских Эмиратах, Таики завоевал бронзовую медаль. В поединке за третье место он одолел именитого соперника из Казахстана Елдоса Сметова.